# 弗賴貝格穆爾德河
51°09′37″N 12°47′54″E / 51.16028°N 12.79833°E

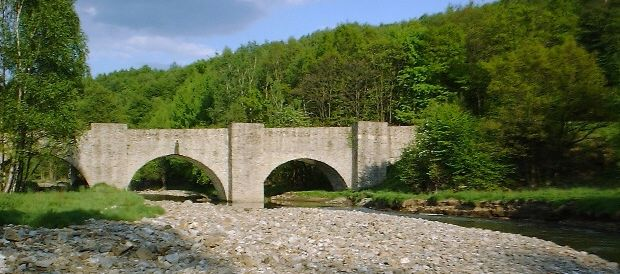

弗賴貝格穆爾德河（德语：Freiberger Mulde）是德國的河流，位於薩克森自由州，屬於穆爾德河的右支流，河道全長124公里，發源自埃尔茨山脉，流經弗赖貝格、諾森、德伯爾恩和萊斯尼希。